# فاليري أفيسكولوف
فاليري أفيسكولوف Valeriy Aveskulov (ولد في 31 يناير 1986 في أنتراتسيت في أوكرانيا) لاعب شطرنج أوكراني يحمل لقب أستاذ كبير.
- توج بطلاً لأوكرانيا في الشطرنج عام 2007.
- حصل على لقب أستاذ كبير عام 2006.
- فاز بدورة فيميدا في خاركيف عام 2006.
- وفاز بالمركز الرابع والسادس مشتركاً مع ميخائيلو أوليسيينكو ونازار فيرمان في دورة فاسيليشين التذكارية في لفيف.

## وصلات خارجية
- فاليري أفيسكولوف على موقع الاتحاد الدولي للشطرنج (الإنجليزية)
- فاليري أفيسكولوف على موقع مباريات الشطرنج (الإنجليزية)
- فاليري أفيسكولوف على موقع 365Chess.com (الإنجليزية)
- فاليري أفيسكولوف على موقع Chesstempo.com (الإنجليزية)
- فاليري أفيسكولوف على موقع اتحاد المراسلات الدولية للشطرنج (الإنجليزية)